# Гутник, Василий Васильевич
Василий Васильевич Гутник (10.12.1921, Могилёвская область — 05.08.1994, Кемеровская область) — заряжающий; наводчик; командир расчёта 76-миллиметрового орудия 969-го стрелкового полка 273-й стрелковой дивизии 1-го Украинского фронта, сержант.

## Биография
Родился 10 декабря 1921 года в деревне Каменск Костюковичского района Могилёвской области Белоруссии в крестьянской семье. С 1933 года жил в селе Лопаевск Тогульского района Алтайского края, а с 1938 года — в посёлке Октябринка Киселёвского района Кемеровской области. Окончил 4 класса, В 1940 году — курсы трактористов. Работал в совхозе.
В Красной Армии с октября 1941 года. На фронте в Великую Отечественную войну с декабря 1941 года. Сражался с врагом под городом Петрозаводском, участвовал в боях под Москвой и Сталинградом. Боевой путь завершил после разгрома Брасловской группировки противников.
Заряжающий 76-миллиметрового орудия 969-го стрелкового полка красноармеец Василий Гутник 5 августа 1944 года при форсировании реки Висла у населённого пункта Доротка, расположенного в 60-и километрах северо-западнее польского города Родомысль, доставил в лодке боеприпасы на левый берег. 6 августа 1944 года, заменив выбывшего из строя наводчика, Гутник В. В. уничтожил пулемёт, мешавший продвижению советского стрелкового подразделения. За мужество и отвагу, проявленные в боях, 7 сентября 1944 года красноармеец Гутник Василий Васильевич награждён орденом Славы 3-й степени.
11 сентября 1944 года при отражении атаки противника в районе населённого пункта Воловице-Кента, находящегося в 30-и километрах севернее польского города Сандомир, наводчик 76-миллиметрового орудия 969-го стрелкового полка Василий Гутник в составе расчёта подбил два вражеских танка. За мужество и отвагу, проявленные в боях, 10 ноября 1944 года Гутник Василий Васильевич награждён орденом Славы 2-й степени.
Командир расчета 76-миллиметрового орудия 969-го стрелкового полка сержант Василий Гутник в бою за расширение плацдарма на левом берегу реки Одер вместе с бойцами уничтожил два пулемёта, дав возможность стрелковым подразделениям выбить противника с железнодорожной станции. В боях за город Бреслау 21-28 февраля 1945 года, продвигаясь в боевых порядках, сержант Гутник В. В. вывел из строя три пулемёта и до взвода вражеских солдат. За мужество и отвагу, проявленные в боях, 21 апреля 1945 года сержант Гутник Василий Васильевич повторно награждён орденом Славы 2-й степени.
Указом Президиума Верховного Совета СССР от 28 декабря 1963 года за образцовое выполнение заданий командования в боях с немецко-вражескими захватчиками сержант запаса Гутник Василий Васильевич перенаграждён орденом Славы 1-й степени, став полным кавалером ордена Славы.
В 1946 году демобилизован. С 1967 года В. В. Гутник — старшина в отставке. Жил в городе Киселёвске Кемеровской области. Работал проходчиком в шахте «Красный Кузбасс». Скончался 5 августа 1994 года.
Награждён орденом Отечественной войны 1-й степени, орденами Славы 1-й, 2-й и 3-й степени, медалями.
В июле 2004 года в краеведческом музее города Киселёвска открылась новая экспозиция, посвящённая полному кавалеру ордена Славы В. В. Гутнику, где представлены исторические материалы, документы, фотографии и многочисленные награды, которые в течение двух лет собирали ребята поисковой группы, которые занимаются научно-исследовательской работой при Центральном доме творчества Киселёвска.